# San Agustín de Llusanés
San Agustín de Llusanés (en catalán y oficialmente, Sant Agustí de Lluçanès) es un municipio de la comarca de Osona, en la provincia de Barcelona, comunidad autónoma de Cataluña, España.  La cabecera municipal se encuentra en el núcleo de L' Alou.

## Historia
La iglesia de San Agustín aparece citada por primera vez en 905 en el acta de consagración del monasterio de Santa María de Lluçà. La iglesia de San Ginés del Pi se conoce desde 938 y el santuario dels Munts desde 1170.
En 2014 se agregaron al municipio 4,07 ha segregadas del municipio de San Baudilio de Llusanés.

## Demografía
San Agustín de Llusanés cuenta con una población de 108 habitantes (INE 2024).
| Gráfica de evolución demográfica de San Agustín de Llusanés entre 1842 y 2021 |
| |
| Población de derecho según los censos de población del INE. Población de hecho según los censos de población del INE.En estos censos se denominaba San Agustín de Llusanés: 1842, 1857, 1860, 1877, 1887, 1897, 1900, 1910, 1920, 1930, 1940, 1950, 1960, 1970 y 1981. |

| 1900 | 1930 | 1950 | 1970 | 1981 | 1986 | 2006 |
| ---- | ---- | ---- | ---- | ---- | ---- | ---- |
| 226  | 266  | 236  | 169  | 132  | 130  | 107  |

## Comunicaciones
La carretera local BV4654 lo comunica con Alpens por el noroeste y con San Quirico de Besora y la C-17 por el este.

## Economía
Agricultura de secano y ganadería.

## Lugares de interés
- Santuario de la Virgen dels Munts, a 1060 m s. n. m. de altitud. Conserva una talla románica del siglo XIII.
- Iglesia de San Ginés del Pi, de origen románico.